# Фигье, Ромуальд
Ромуальд Фигье (фр. Romuald Figuier; род. 9 мая 1938, Сен-Поль-де-Леон, Бретань, Франция), известный также как Ромуальд (фр. Romuald) — французский певец и актёр. Известен тем, что представлял Монако (1964, 1974) и Люксембург (1969) на конкурсе песни Евровидение.

## Биография
Ромуальд родился 9 мая 1938 года (по некоторым данным, певец родился 5 мая 1941 года) в городе Сен-Поль-де-Леон, Бретань, Франция.

### Карьера
Ромуальд начал свою карьеру в Театре Варьете, где он участвовал в спектакле La Grosse Valse в 1962-1964 годах.
В 1968 году, Ромуальд представлял Андорру на третьем Международном фестивале песни, проходившем на стадионе Мараканазинью в городе Рио-де-Жанейро, Бразилия. Певец занял пятое место с песней Le bruit des vagues.
В следующем году, Ромуальд снова представил Андорру на том же фестивале и снова занял пятое место с песней Tous les printemps du monde.
Ромуальд представил Люксембург на восьмом Международном фестивале песни в Сопоте, заняв третье место с песней Rien n'a changé.
В 1973 году, Ромуальд представил Францию на 14 Международном фестивале песни в Винья-дель-Мар с песней Laisse-moi le temps. Певец занял второе место.
В дальнейшем, Ромуальд сочинил много песен, вместе с Магали Фаллурдом (псевдоним Магали Дэя).

### Евровидение
Ромуальд представил Монако на конкурсе песни Евровидение 1964 года с песней Où-sont-elles passées?. Получив 15 баллов, певец занял 3 место.
В 1969 году, Ромуальд представил Люксембург на Евровидении-1969 с песней Catherine. Выступление прошло удовлетворительно, певец занял 11 место с 7 баллами.
В 1974 году, Ромуальд представил Монако на Евровидении-1974, где с песней Celui qui reste et celui qui s'en va певец занял 4 место с 14 баллами.

## Дискография[4]

### Синглы
- 1963 : Ma plus belle année
- 1965 : C'est pas une vie
- 1969 : Catherine
- 1971 : Jesus Cristo
- 1972 : Cœur de papillon
- 1973 : C'est un matin
- 1974 : Celui qui reste et celui qui s'en va
- 1975 : L'adoption
- 1984 : Congo

### Синглы других стран
- Romuald (1969 - Бразилия)[5]

## Фильмография
- 1969 : Une fille nommée Amour
- 1972 : Les Intrus